# Saratov
Saratov (tiếng Nga: Сара́тов) là một thành phố lớn ở miền nam Nga. Đây là trung tâm hành chính của tỉnh Saratov và là một thương cảng lớn trên sông Volga. Dân số: 873.055 (điều tra dân số năm 2002); 904.643 (điều tra dân số năm 1989). Ngoài người Nga, thành phố cũng có cư dân là người Tatar, người Ukraina, người Do Thái và người Đức.

## Liên kết
- Saratov Lưu trữ ngày 11 tháng 7 năm 2018 tại Wayback Machine
- SaratovLive - Big site of the Saratov Lưu trữ ngày 2 tháng 12 năm 2016 tại Wayback Machine
- Saratov.Ru
- Old photos of Saratov Lưu trữ ngày 28 tháng 10 năm 2007 tại Wayback Machine
- Radischev Art Gallery
- Catalogue of the Radischev Gallery Lưu trữ ngày 15 tháng 1 năm 2004 tại Wayback Machine
- Cultural guide of Saratov
- Saratov city streets views